# Grotta di Villa Luz
La grotta di Villa Luz o Cueva de Villa Luz è una grotta del Messico nei pressi di Tapijulapa nello stato di Tabasco dalle cui rocce si sprigiona l'acido solfidrico e combinandosi con l'ossigeno presente nell'acqua diventa acido solforico che produce un forte odore di uova marce. L'esplorazione della grotta è pericolosa se non si indossano protezioni adeguate soprattutto per il respiro.
La grotta è una destinazione turistica popolare specialmente dopo il documentario della BBC Caves (grotte) della serie Planet Earth. All'interno della grotta vivono dei batteri monocellulari estremofili che sfruttano l'energia ricavata dall'acido solforico essi formano delle speciali stalattiti chiamate mucottiti.